# Polarlys (Schiff, 1996)
Die Polarlys (norwegisch für „Polarlicht“) ist ein Passagier- und RoRo-Schiff der Hurtigruten ASA, das auf der Hurtigruten an der Küste Norwegens im Linienverkehr eingesetzt wird.
Zuvor hatte es bereits zwei weitere Schiffe mit diesem Namen gegeben. Wie die Nordlys und die Midnatsol ist auch die Polarlys nach einer Naturerscheinung benannt.

## Geschichte

### Bau und Indienststellung
Am 14. Juni 1994 schlossen die Reederei Troms Fylkes Dampskibsselskap ASA und die Werft Ulstein Verft AS den Vertrag über den Bau eines neuen Schiffes, das auf der Hurtigruten zum Einsatz kommen sollte. Der Rumpf wurde als Baunummer 223 auf der Ulstein Verft in Ulsteinvik am 1. Februar 1995 auf Kiel gelegt. Der Stapellauf erfolgte am 4. November 1995 und am 23. März 1996 konnte das Schiff abgeliefert werden. Am gleichen Tag wurde das Schiff von der Juristin und Politikerin Ann Kristin Olsen auf den Namen Polarlys getauft.

### Einsatz
Unmittelbar nach der Indienststellung unternahm die Polarlys eine Kurzkreuzfahrt zu den Shetland- und den Orkney-Inseln. Am 17. April 1996 nahm das Schiff den Liniendienst auf der Hurtigruten auf und ersetzte die Nordstjernen.

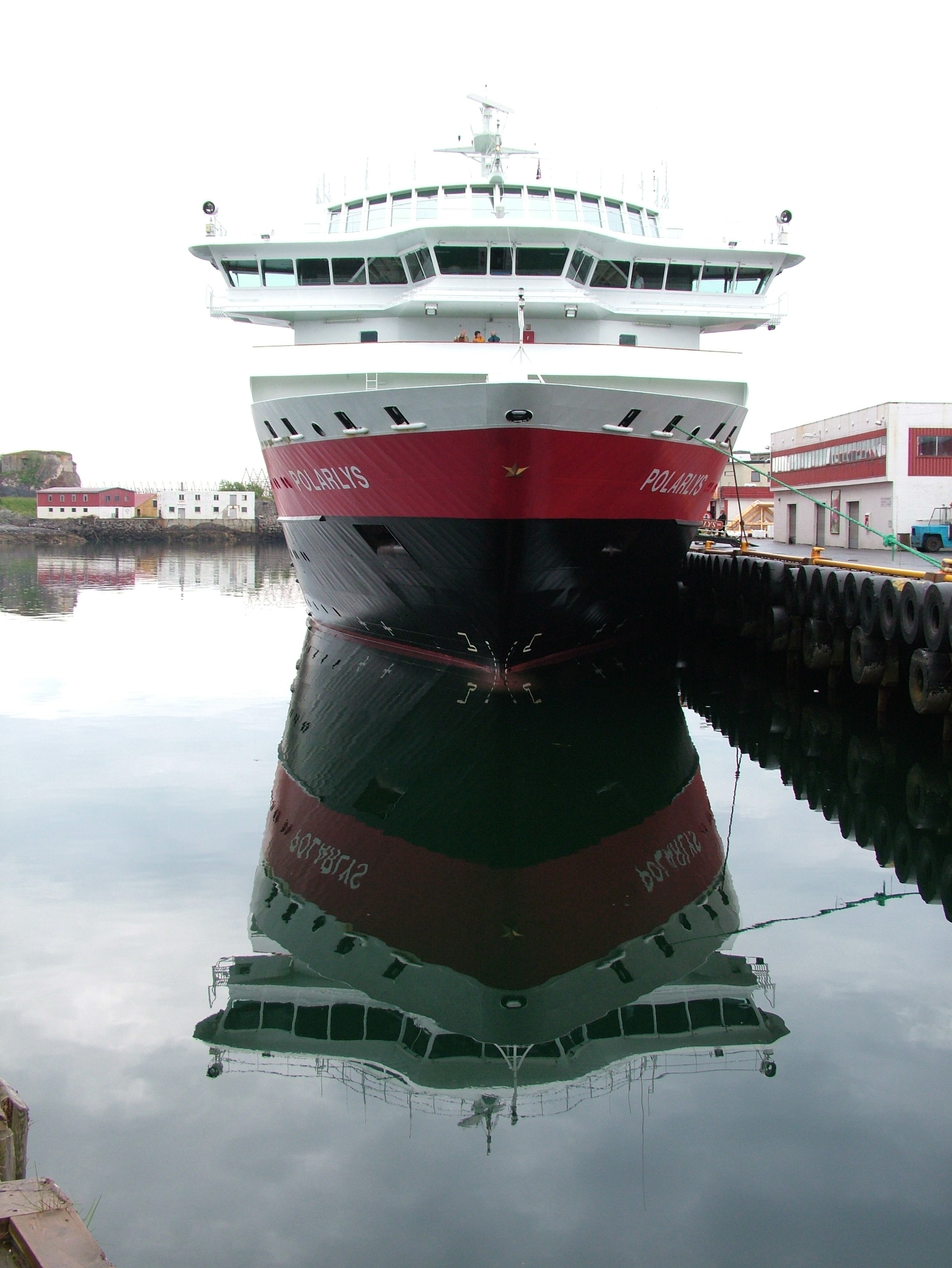
Die Polarlys in Svolvær
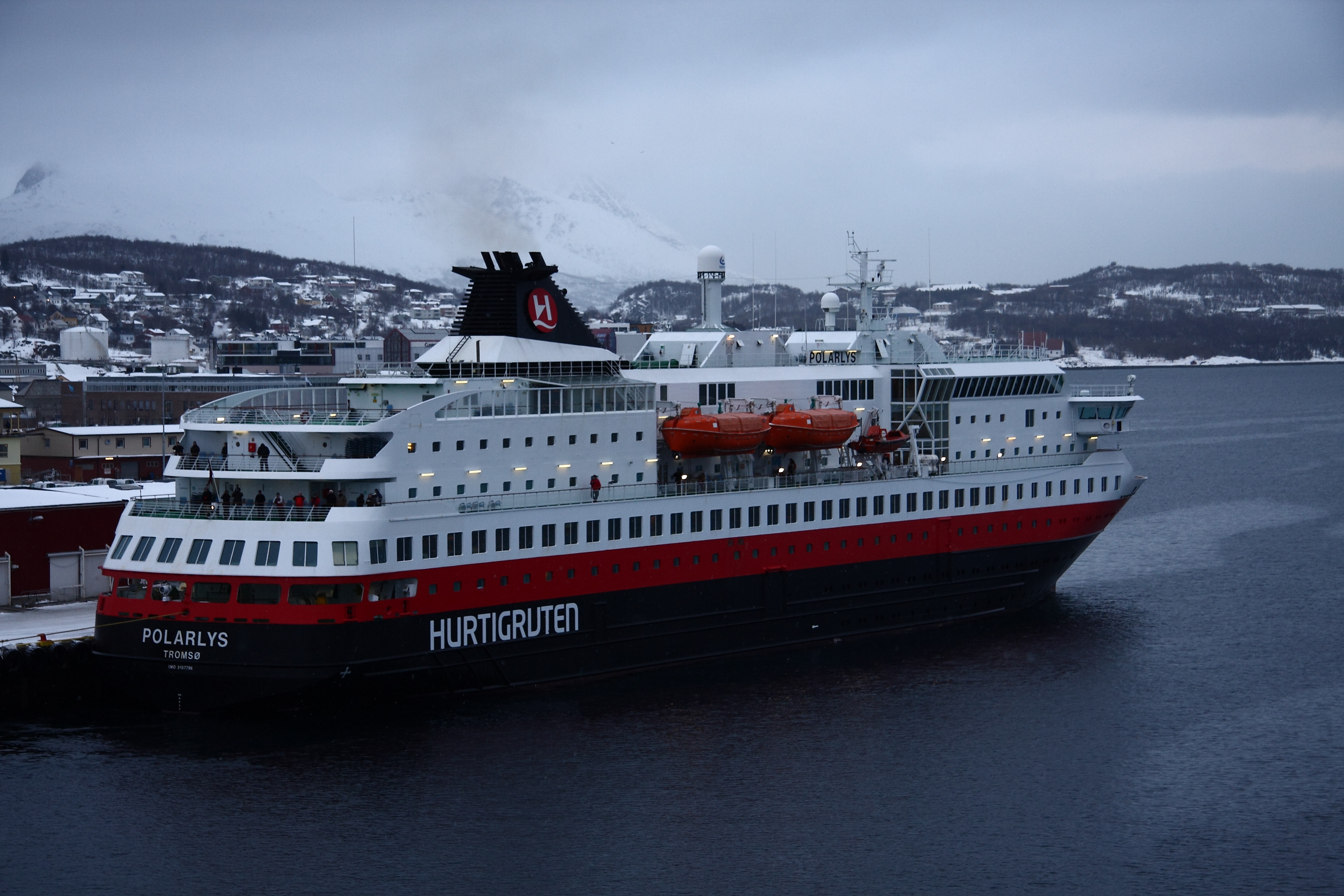
Die Polarlys in Harstad
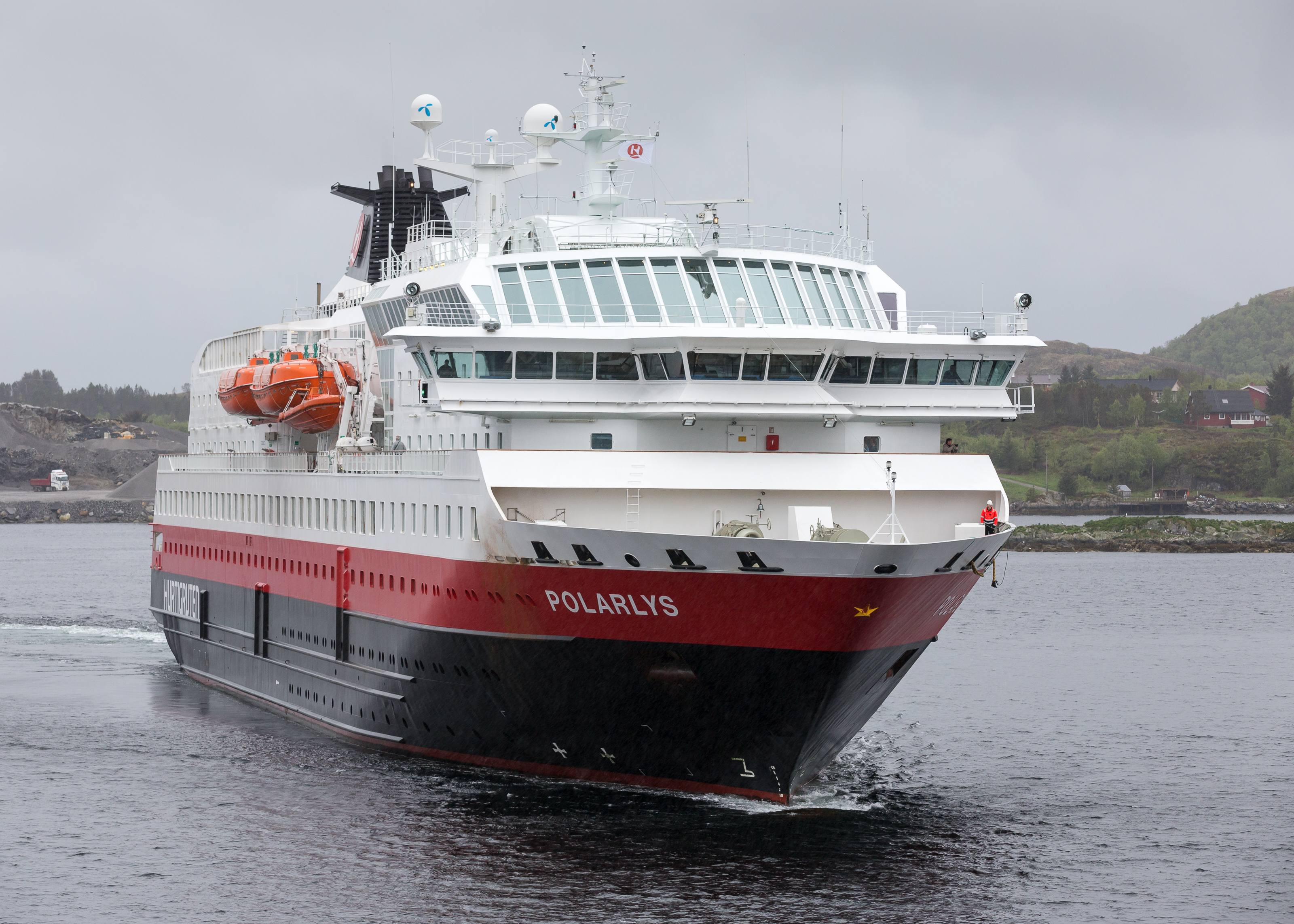
Polarlys trifft in Rørvik ein (Juni 2015)

## Maschinenanlage und Antrieb
Die Polarlys ist mit einer dieselmechanischen Antriebsanlage ausgestattet. Sie besteht aus zwei „Vater-und-Sohn“ Antriebsgruppen; jede umfasst zwei Neunzylinder-Reihendieselmotoren des Typs Ulstein-Bergen BRM-9 („Vater“, in Fahrtrichtung voraus eingebaut) bzw. Ulstein-Bergen KRG-9 („Sohn“, in Fahrtrichtung achtern eingebaut). Die Nenndrehzahl der Motoren beträgt 750/min. Sie wirken gemeinsam über zentral angeordnete Reduktionsgetriebe („Doppelmotorengetriebe“) des Typs Volda ACG1500/900HV und Wellenanlagen auf jeweils einen Verstellpropeller. Die Generatoren (Wellengeneratoren) des Schiffes sind direkt an die Hauptmotoren gekoppelt und wurden von Leroy Somer hergestellt. Sie leisten 1.600 kW („Vater“-Seite, Hauptgenerator) bzw. 1.550 kW („Sohn“-Seite, Hilfsgenerator). Die reine Antriebsleistung des Schiffes wurde von der Werft mit 3.600 kW/Propeller (ca. 4.500 PS/Propeller) angegeben.
Als Manövrierhilfen dienen zwei Querstrahlanlagen im Bug mit einer Leistung von je 600 kW (ca. 815 PS) und eine Anlage im Heck mit einer Leistung von 880 kW (ca. 1.200 PS).

## Ausstattung
Die Polarlys verfügt über sieben Decks und bietet 619 Passagieren Platz. Es gibt 473 Betten in 225 Kabinen. Die 35 Stellplätze für Autos an Bord können über eine seitliche Ladeluke an Bord erreicht werden. Die Innenausstattung des Schiffes orientiert sich an der Natur Skandinaviens.
Die Polarlys verfügt über die für ein Schiff ihres Baujahres und ihrer Kategorie üblichen Ausstattungen und Einrichtungen. So gibt es ein Restaurant, Bistro, Bar sowie Aufenthaltsräume, ein Fitnessraum, zwei Whirlpools und eine Sauna an Bord.
Das Schiff wurde 2016 neu instand gesetzt und die Ausstattung modernisiert.